# ジョン・ファヴロー (スピーチライター)

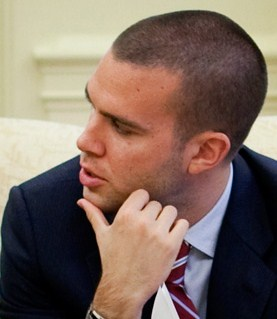
ジョン・ファヴロー

ジョン・ファヴロー（Jon Favreau、1981年6月6日 - ）は、アメリカ合衆国大統領バラク・オバマのスピーチライティングの作成主任にしてホワイトハウスのスタッフメンバーである。彼はホワイトハウスの歴史上、ジミー・カーター大統領のスピーチライターであったジェームズ・ファローズに次いで2番目に若い。

## 略歴
ファヴローは2003年にホーリークロス大学を卒業生総代として卒業した後に、ジョン・ケリー上院議員の2004年大統領選キャンペーンに加わった。オバマのコミュニケーション補佐官で、かつてケリーの選挙キャンペーンで働いていたこともあるロバート・ギブズ（後のホワイトハウス報道官）は、優れたライターであるとして、彼の元同僚であるファヴローをオバマに推薦した。ファヴローは2005年、オバマの演説原稿の誤りを指摘したことが縁でオバマの上院議員事務所で働き始め、2007年にオバマの大統領選キャンペーンの主任スピーチライターとして加わった。
話者とライターとしてのオバマの著名な能力のため、ファヴローは自身のポジションを「テッド・ウィリアムズのバッティングコーチ」に例えた。つまりオバマのように才能に満ちあふれた者にアドバイスできることはさほど多くないという意味である。オバマの相談役のデヴィッド・アクセルロッドはファヴローを評して「バラクは彼を信頼している。そしてバラクはあまり多くの人たちに彼自身の言葉に対する権限をゆだねる考えはない。」と述べた。
ファヴローは優れた原稿を書くために、オバマになりきるよう心がけるという。そのためにオバマのふるまいを研究し、オバマの自伝を常に持ち歩いているという。
ファヴローと同姓同名の俳優・ディレクターのジョン・ファヴローという人物がいるが、彼とは全く関係がない。
2008年12月5日、ヒラリー・クリントンのボール紙製等身大ボードの胸をわしづかみにするというきわどいジェスチャーを行っているファブローの写真がSNS・Facebookに掲載されたために物議を醸した。後日 彼はクリントンに謝罪した。一方クリントン側のスポークスマンは、「かつてのライバル陣営からのユーモアに満ちた一例」として写真に言及した。
大統領就任演説はオバマとファヴローの共同執筆によるものである。ファヴローはオバマとの数回の打ち合わせの後、ノートパソコンにメモを取り、歴代大統領の就任演説を研究した。そしてスターバックスに通い詰め、その店内で草案を書き上げた。